# Navarn
Navarn är en sjö i Sundsvalls kommun i Medelpad och ingår i Ljungans huvudavrinningsområde. Sjön är 51,5 meter djup, har en yta på 10,2 kvadratkilometer och befinner sig 277,1 meter över havet. Navarn ligger i Navarån Natura 2000-område. Sjön avvattnas av vattendraget Navarån. Vid provfiske har en stor mängd fiskarter fångats, bland annat abborre, gädda, lake och mört.

## Delavrinningsområde
Navarn ingår i det delavrinningsområde (694287-154617) som SMHI kallar för Utloppet av Navarn. Medelhöjden är 308 meter över havet och ytan är 36,93 kvadratkilometer. Det finns inga avrinningsområden uppströms utan avrinningsområdet är högsta punkten. Navarån som avvattnar avrinningsområdet har biflödesordning 3, vilket innebär att vattnet flödar genom totalt 3 vattendrag innan det når havet efter 123 kilometer. Avrinningsområdet består mestadels av skog (62 procent). Avrinningsområdet har 10,49 kvadratkilometer vattenytor vilket ger det en sjöprocent på 28,4 procent.

## Fisk
Vid provfiske har följande fisk fångats i sjön:
- Abborre
- Gädda
- Lake
- Mört
- Nors
- Sik
- Siklöja
- Småspigg
- Storspigg
- Öring